# Alfonso Carrillo de Albornoz
Alfonso Carrillo de Albornoz (* um 1384 in Cuenca, Kastilien; † 23. März 1434 in Basel) war ein spanischer Geistlicher.

## Leben
Alfonso Carrillo stammte aus einer sehr vornehmen Familie: Er war der Sohn von Gómez Carrillo, Gouverneur des Königs von Kastilien, und Urraca de Albornoz. Sein Onkel war Kardinal Gil Álvares Carrillo de Albornoz und sein Neffe Alfonso Carrillo de Acuña war ebenfalls Bischof und ernannter Pseudokardinal.
Im Konsistorium vom 22. September 1408 wurde er von Gegenpapst Benedikt XIII. Mit der Titeldiakonie Sant’Eustachio zum Kardinal kreiert. Am 28. November 1408 wurde er zum apostolischen Administrator der Diözese Osma ernannt, ein Titel, den er bis zu seinem Tod innehatte. Er nahm nicht am Konzil von Konstanz im Jahr 1417 teil, bei dem Papst Martin V. Gewählt wurde, obwohl er ab dem 4. Februar 1417 zusammen mit den Kardinälen de Urriès y Pérez Salanova und Pedro Fonseca sowie anderen Prälaten in einem umfangreichen Briefwechsel wiederholt darauf bestand, dass Gegenpapst Benedikt XIII. Zurücktreten sollte, um das Schisma zu beenden. Dessen ablehnende Antwort führte dazu, dass er am 5. Januar 1418 zusammen mit den anderen beiden Kardinälen die Oboeffiziens von Avignon verließ, um zur römischen zurückzukehren. Papst Martin V. Bestätigte seinen Titel. Am 16. August 1420 wurde er zum apostolischen Legaten in Bologna ernannt, verließ Florenz am folgenden Tag und kehrte am 23. Februar 1424 nach Rom zurück. Ab dem 17. September 1422 war er Apostolischer Administrator der Diözese Sigüenza und wurde im Januar 1423 zum Kardinalpriester von Santi Quattro Coronati ernannt.
Ab 1428 war er Erzpriester der Lateranbasilika.
Er nahm am Konklave 1431 teil, das Papst Eugen IV. wählte. Vom Konzil von Basel wurde er 1433 zum Vikar in Avignon gewählt und starb am 14. März des folgenden Jahres, kurz nach seiner Rückkehr nach Basel. Die Beerdigung fand in Anwesenheit des Kaisers des Heiligen Römischen Reiches, der Bischöfe und der Konzilsväter statt. Der Leichnam wurde zunächst nach Rom überführt und in der Basilika Santi Quattro Coronati beigesetzt, anschließend wurde er in einer Kapelle der Kathedrale von Sigüenza beigesetzt.